# Kerry Lynch
Kerry Joel Lynch (ur. 31 lipca 1957 w Denver) – amerykański narciarz klasyczny, specjalista kombinacji norweskiej, zawodnik klubu Winter Park Ski Club.

## Kariera
W Pucharze Świata Kerry Lynch zadebiutował 17 grudnia 1983 roku w Seefeld, wspólnie z Uwe Dotzauerem zwyciężając w zawodach metodą Gundersena. Kilkanaście dni później, 7 stycznia 1984 roku w Schonach im Schwarzwald był trzeci w tej samej konkurencji. W klasyfikacji generalnej sezonu 1983/1984 zajął ostatecznie ósmą pozycję. Był to najlepszy wynik Amerykanina w historii jego startów w Pucharze Świata.
W 1980 roku brał udział w Igrzyskach Olimpijskich w Lake Placid zajmując 18. pozycję. Trzy lata później zwyciężył w zawodach kombinacji norweskiej podczas Holmenkollen Ski Festival w Oslo. Na Igrzyskach Olimpijskich w Sarajewie w 1984 roku był trzynasty w Gundersenie. Startował także na Mistrzostwach Świata w Oberstdorfie, gdzie zajął drugie miejsce w zawodach indywidualnych. Lynch został jednak zdyskwalifikowany za stosowanie dopingu i został zawieszony na dwa lata. W 1987 roku zakończył karierę.

## Osiągnięcia

### Igrzyska Olimpijskie
| Miejsce | Dzień     | Rok  | Miejscowość | Konkurencja          | Wynik zwycięzcy | Strata      | Zwycięzca      |
| ------- | --------- | ---- | ----------- | -------------------- | --------------- | ----------- | -------------- |
| 18.     | 19 lutego | 1980 | Lake Placid | Gundersen K-90/15 km | 432.200 pkt     | -49.870 pkt | Ulrich Wehling |
| 13.     | 12 lutego | 1984 | Sarajewo    | Gundersen K-90/15 km | 422.595 pkt     | -34.430 pkt | Tom Sandberg   |

### Mistrzostwa świata
| Miejsce | Dzień     | Rok  | Miejscowość | Konkurencja          | Wynik zwycięzcy | Strata | Zwycięzca       |
| ------- | --------- | ---- | ----------- | -------------------- | --------------- | ------ | --------------- |
| DSQ     | 13 lutego | 1987 | Oberstdorf  | Gundersen K-90/15 km | 423.80 pkt      | -      | Torbjørn Løkken |

### Puchar Świata

#### Miejsca w klasyfikacji generalnej
- sezon 1983/1984: 8.
- sezon 1986/1987: 19.

#### Miejsca na podium chronologicznie
| Nr | Data            | Miejscowość             | Konkurencja         | Wynik zwycięzcy | Pozycja | Strata | Zwycięzca     |
| -- | --------------- | ----------------------- | ------------------- | --------------- | ------- | ------ | ------------- |
| 1. | 12 grudnia 1983 | Seefeld                 | Gundersen K90/15 km | ?               | 1.      | -      | -             |
| 2. | 7 stycznia 1984 | Schonach im Schwarzwald | Gundersen K90/15 km | ?               | 3.      | ?      | Thomas Müller |